# Stéphanie de Lannoy
Stéphanie de Lannoy (nome completo in francese Stéphanie Marie Claudine Christine; Ronse, 18 febbraio 1984) è la granduchessa ereditaria del Lussemburgo dal 2012, in quanto moglie del granduca ereditario Guglielmo.

## Biografia

### Battesimo
La contessa Stéphanie è nata nel 1984 a Ronse, ultimogenita di Philippe de Lannoy (1922-2019) e di Alix della Faille de Leverghem (1941-2012).
Venne battezzata l'11 marzo nella chiesa del castello di Anvaing, con il fratello Christian (1968) che le fece da padrino. Crebbe nella residenza di famiglia e ha altri sei fratelli: Jehan (1966), Nathalie (1969), Gaëlle (1970), Amaury (1971), Olivier (1974) e Isabelle (1976).

### Educazione e carriera
Frequentò la scuola primaria all'École Sancta Maria di Ronse. In seguito condusse gli studi secondari al Collège Sainte-Odile, nel nord della Francia, e poi all'Institut de la Vierge Fidèle di Bruxelles, dove si diplomò nel 2002.

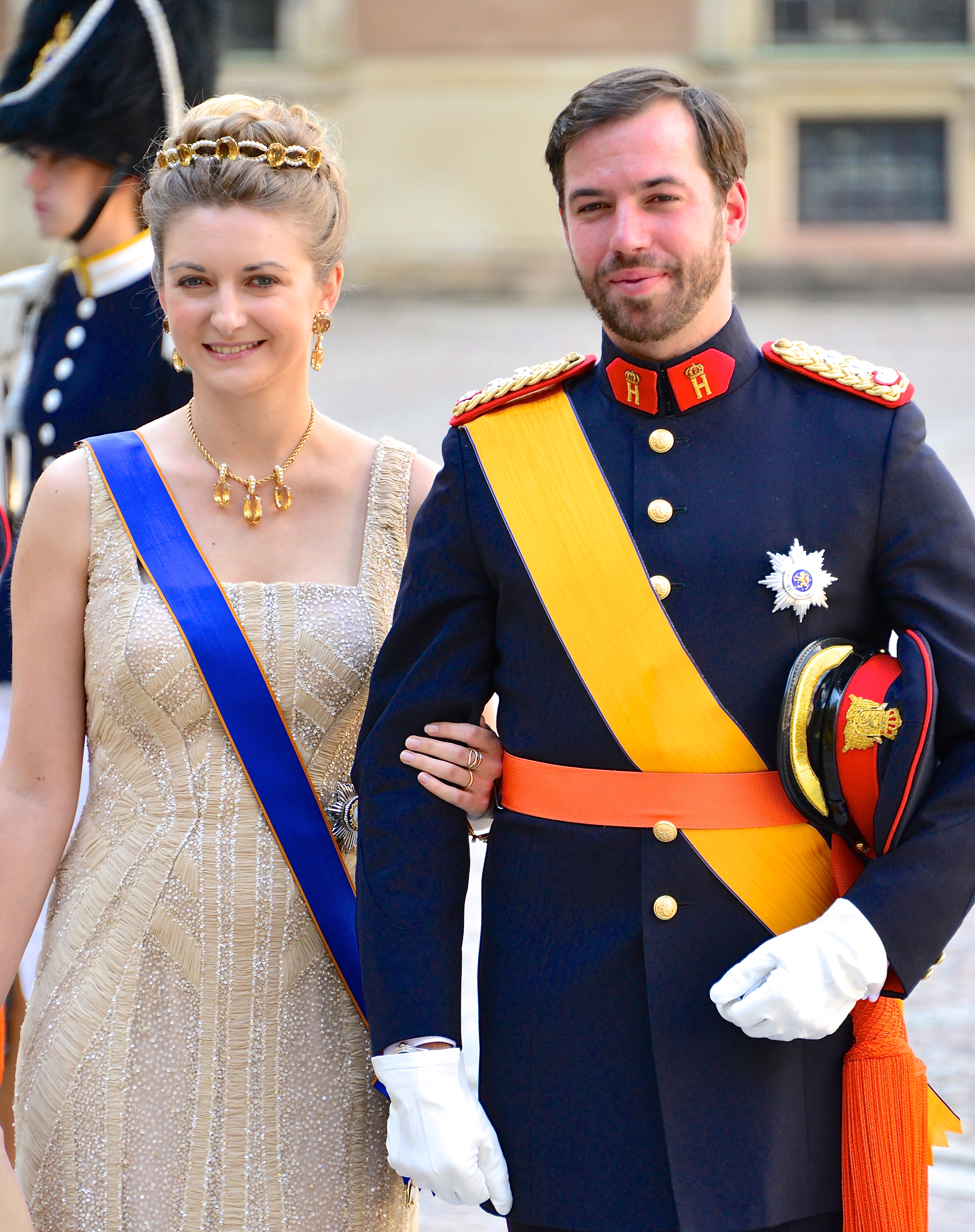
Stéphanie e Guglielmo nel 2013 al matrimonio di Maddalena di Svezia

A 18 anni si trasferì per un anno a Mosca, studiando lingua, letteratura russa e praticando con assiduità il violino. Si laureò in filologia germanica con "grande distinction" all'Université catholique de Louvain. Per la stesura della sua tesi, incentrata sull'influenza del romanticismo tedesco sul romanticismo russo, si spostò all'Università Humboldt di Berlino per studiare il caso di E.T.A. Hoffmann e Puškin.
Decise di restare a Berlino per poi effettuare un tirocinio all'Agence wallone à l'Exportation e lavorare in una compagnia d'investimenti. Dal 2018 al 2019, durante un soggiorno a Londra con suo marito, studiò storia dell'arte al Sotheby's Institute. Padroneggia fluentemente francese, tedesco, lussemburghese e inglese.

### Granduchessa ereditaria

#### Matrimonio
Conobbe Guglielmo di Lussemburgo in Germania nel 2004. Il loro fidanzamento ufficiale fu annunciato il 26 aprile 2012 dalla Corte Granducale.

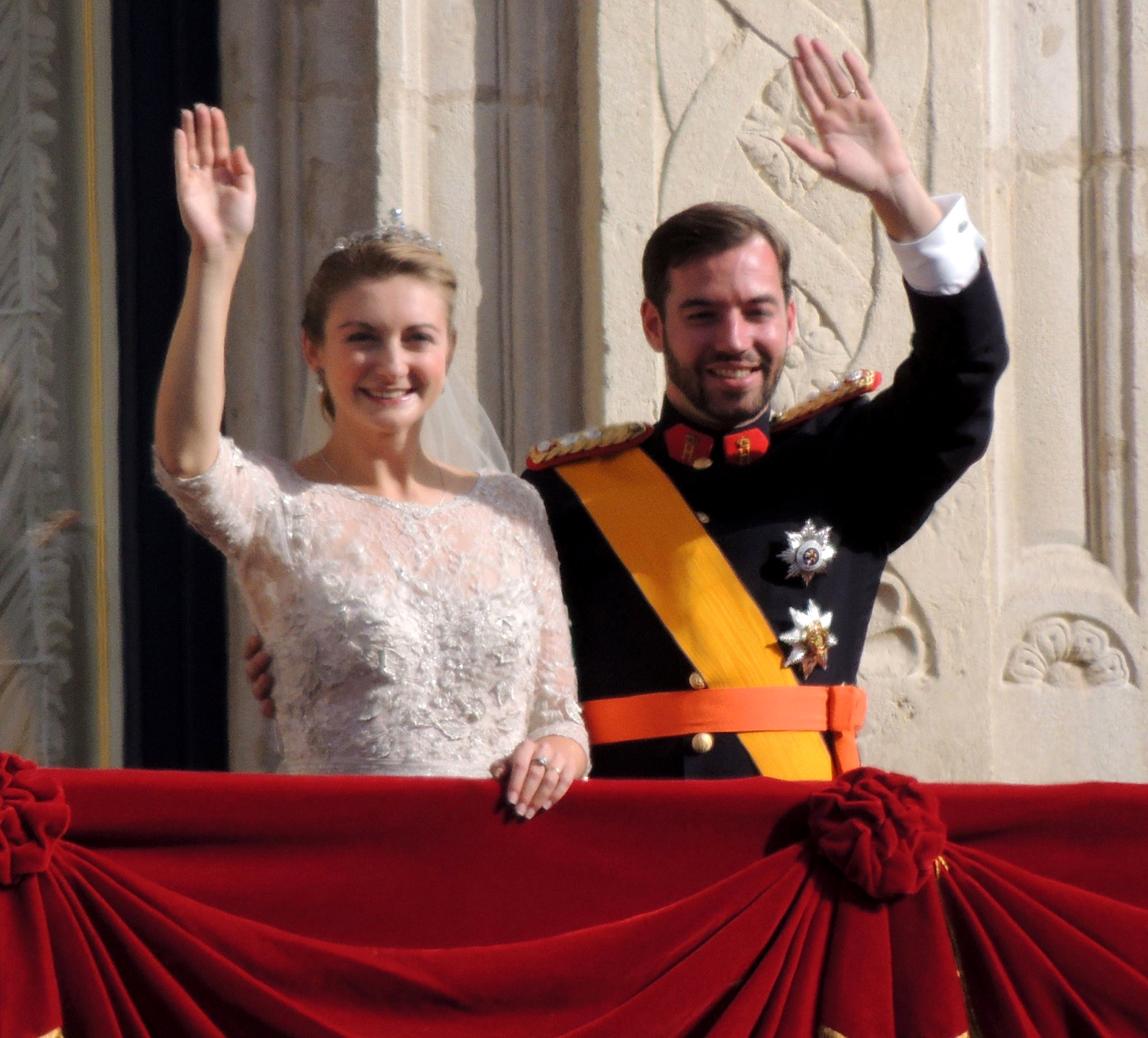
Stéphanie e Guglielmo sul balcone del Palazzo Granducale nel giorno del loro matrimonio religioso

Si sposarono con rito civile il 19 ottobre nel municipio di Lussemburgo e religiosamente il 20 ottobre nella Cattedrale di Notre-Dame.
Il 6 dicembre 2019 è stato annunciato che la coppia ereditaria è in attesa della nascita del primo figlio, prevista per maggio 2020. Il 10 maggio 2020 presso la Maternité Grande-Duchesse Charlotte nella capitale Lussemburgo alle ore 5:13, è nato il primogenito Charles Jean Philippe Joseph Maria Guillaume.
Il 30 settembre 2022 viene annunciata la seconda gravidanza. Il 27 marzo 2023 presso la Maternité Grande-Duchesse Charlotte nella capitale Lussemburgo alle ore 10:04, è nato il secondogenito François Henrie Luis Marie Guillaume.

#### Attività
Dopo il suo matrimonio è entrata nel consiglio di amministrazione della Fondation du Grand-Duc et de la Grande-Duchesse. In linea con l'interesse per l'arte e l'artigianato, patrocina l'associazione Les Amis des Musées d'art et d'histoire dal 2013. Nel 2014 divenne patrona del laboratorio per studenti di scuola secondaria Scienteens Lab, fondato dal Luxembourg Centre for Systems Biomedicine al fine di stimolare nei giovani l'interesse per la scienza.

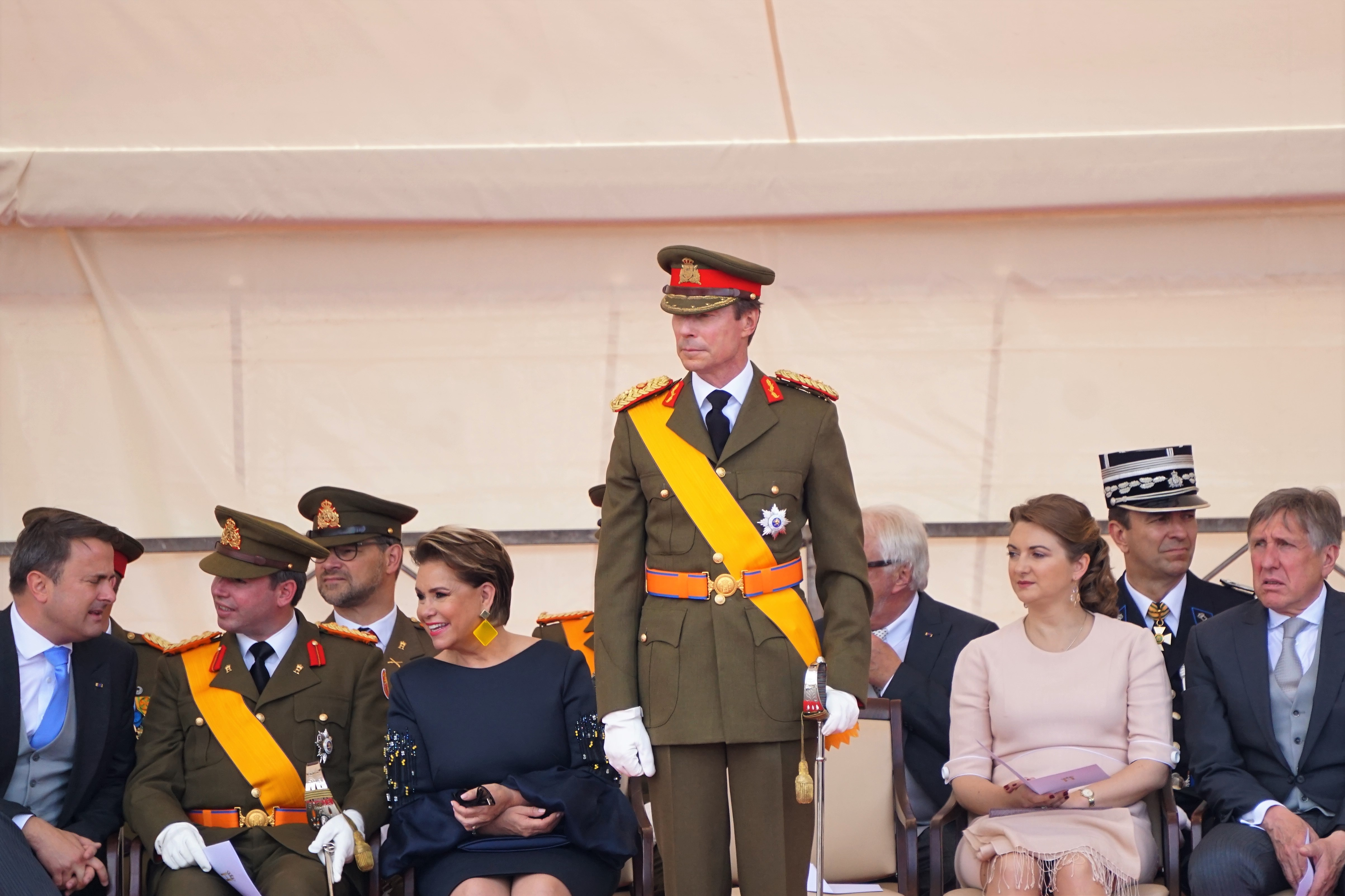
Stéphanie assiste alla parata militare della festa nazionale, 23 giugno 2019

Nel 2016 divenne presidentessa del consiglio di amministrazione della Fondation Musée d'Art Moderne Grand-Duc Jean (MUDAM). Nello stesso anno organizzò con il marito un'esposizione sull'arte e l'artigianato del Lussemburgo e nel 2017 fondarono l'associazione De Mains de Maîtres Luxembourg, per promuovere gli artisti, gli artigiani e le ambizioni artistiche dei giovani lussemburghesi.
Nel 2017 concesse anche il suo alto patronato alla Blëtz a.s.b.l., associazione che sostiene le persone colpite da un ictus. Tale impegno l'ha portata a supportare le attività lanciate dalla Giornata Mondiale dell'Ictus e prese parte alla Stroke Occupational Therapy Conference nel 2018, per apprendere di più sui metodi di trattamento.

### Interessi personali
È appassionata di musica classica, avendo studiato sin dall'infanzia prima il pianoforte e poi il violino.

## Discendenza
Stéphanie de Lannoy e Guglielmo di Lussemburgo hanno due figli:
- Principe Carlo (2020);[8]
- Principe Francesco (2023).[9]

## Titoli e trattamento
- 18 febbraio 1984 - 20 ottobre 2012: Contessa Stéphanie de Lannoy
- 20 ottobre 2012 - attuale: Sua Altezza Reale, la principessa Stéphanie, granduchessa ereditaria di Lussemburgo, principessa di Nassau, principessa di Borbone-Parma, Contessa di Lannoy

## Ascendenza
|                                               |                                            |                                              | Genitori                                      |  |  | Nonni |  |  | Bisnonni                 |  |  | Trisnonni               |  |
|                                               |                                            |                                              |                                               |  |  |       |  |  | Conte Philippe de Lannoy |  |  | Conte Charles de Lannoy |  |
|                                               |                                            |                                              |                                               |  |  |       |  |  | Conte Philippe de Lannoy |  |  | Conte Charles de Lannoy |  |
|                                               |                                            | Marie du Parc                                |                                               |  |  |       |  |  | Conte Philippe de Lannoy |  |  |                         |  |
| Conte Paul de Lannoy                          |                                            |                                              |                                               |  |  |       |  |  | Conte Philippe de Lannoy |  |  |                         |  |
|                                               |                                            | Rosalie de Beeckman du Vieusart              | Barone Albert de Beeckman du Vieusart         |  |  |       |  |  |                          |  |  |                         |  |
|                                               |                                            | Rosalie de Beeckman du Vieusart              | Barone Albert de Beeckman du Vieusart         |  |  |       |  |  |                          |  |  |                         |  |
|                                               |                                            | Rosalie de Beeckman du Vieusart              | Contessa Bathilde d'Oultremont de Wégimont    |  |  |       |  |  |                          |  |  |                         |  |
| Conte Philippe de Lannoy                      |                                            | Rosalie de Beeckman du Vieusart              |                                               |  |  |       |  |  |                          |  |  |                         |  |
|                                               |                                            | Ernest, X Principe de Ligne                  | Principe Henri de Ligne                       |  |  |       |  |  |                          |  |  |                         |  |
|                                               |                                            | Ernest, X Principe de Ligne                  | Principe Henri de Ligne                       |  |  |       |  |  |                          |  |  |                         |  |
|                                               |                                            | Ernest, X Principe de Ligne                  | Marie de Talleyrand-Périgord                  |  |  |       |  |  |                          |  |  |                         |  |
| Principessa Marie de Ligne                    |                                            | Ernest, X Principe de Ligne                  |                                               |  |  |       |  |  |                          |  |  |                         |  |
|                                               |                                            | Marguerite de Cossé-Brissac                  | Gabriel de Cossé-Brissac, Marchese de Brissac |  |  |       |  |  |                          |  |  |                         |  |
|                                               |                                            | Marguerite de Cossé-Brissac                  | Gabriel de Cossé-Brissac, Marchese de Brissac |  |  |       |  |  |                          |  |  |                         |  |
|                                               |                                            | Marguerite de Cossé-Brissac                  | Jeanne Say                                    |  |  |       |  |  |                          |  |  |                         |  |
| Contessa Stéphanie de Lannoy                  |                                            | Marguerite de Cossé-Brissac                  |                                               |  |  |       |  |  |                          |  |  |                         |  |
|                                               | Jonkheer Gustave della Faille de Leverghem | Jonkheer Alexandre della Faille de Leverghem |                                               |  |  |       |  |  |                          |  |  |                         |  |
|                                               | Jonkheer Gustave della Faille de Leverghem | Jonkheer Alexandre della Faille de Leverghem |                                               |  |  |       |  |  |                          |  |  |                         |  |
|                                               | Jonkheer Gustave della Faille de Leverghem | Marie Mols                                   |                                               |  |  |       |  |  |                          |  |  |                         |  |
| Jonkheer Harold della Faille de Leverghem     | Jonkheer Gustave della Faille de Leverghem |                                              |                                               |  |  |       |  |  |                          |  |  |                         |  |
|                                               |                                            | Isabelle de Meester                          | Léopold de Meester                            |  |  |       |  |  |                          |  |  |                         |  |
|                                               |                                            | Isabelle de Meester                          | Léopold de Meester                            |  |  |       |  |  |                          |  |  |                         |  |
|                                               |                                            | Isabelle de Meester                          | Nidia de Coussemaker                          |  |  |       |  |  |                          |  |  |                         |  |
| Alix della Faille de Leverghem                |                                            | Isabelle de Meester                          |                                               |  |  |       |  |  |                          |  |  |                         |  |
|                                               |                                            | Conte Louis de Brouchoven de Bergeyck        | Conte Florimond de Brouchoven de Bergeyck     |  |  |       |  |  |                          |  |  |                         |  |
|                                               |                                            | Conte Louis de Brouchoven de Bergeyck        | Conte Florimond de Brouchoven de Bergeyck     |  |  |       |  |  |                          |  |  |                         |  |
|                                               |                                            | Conte Louis de Brouchoven de Bergeyck        | Alix de Brouchoven de Bergeyck                |  |  |       |  |  |                          |  |  |                         |  |
| Jonkvrouw Madeleine de Brouchoven de Bergeyck |                                            | Conte Louis de Brouchoven de Bergeyck        |                                               |  |  |       |  |  |                          |  |  |                         |  |
|                                               |                                            | Marie Louise Moretus Plantin                 | Jonkheer René Moretus                         |  |  |       |  |  |                          |  |  |                         |  |
|                                               |                                            | Marie Louise Moretus Plantin                 | Jonkheer René Moretus                         |  |  |       |  |  |                          |  |  |                         |  |
|                                               |                                            | Marie Louise Moretus Plantin                 | Louise de Theux de Meylandt et Montjardin     |  |  |       |  |  |                          |  |  |                         |  |
|                                               |                                            | Marie Louise Moretus Plantin                 |                                               |  |  |       |  |  |                          |  |  |                         |  |

Il Casato di Lannoy risale alla nobiltà del XIII secolo dell'Hainaut, i suoi membri si distinsero nel comando militare e negli affari di stato. Questi discendenti da Carlo di Lannoy, il vincitore di Pavia detengono il titolo imperiale di conte/contessa dal 1526. Stéphanie discende, attraverso il ramo cadetto dei signori di Motterie, dal primo membro noto della famiglia, Baudouin de Laval, che morì intorno al 1301, che ebbe il suo floruit a Lilla.
Dall'inizio del XIX secolo i suoi antenati sono di solito stati anche borgomastri di Anvaing. La nonna paterna di Stéphanie, la principessa Beatrice de Ligne (1898-1982), era una figlia di Ernesto, X principe di Ligne, capo di una delle famiglie storicamente più potenti del Belgio. I nonni materni di Stéphanie, Harold della Faille de Leverghem e Madeleine de Brouchoven de Bergeyck, erano anche membri della nobiltà titolata del Belgio appartenendo, rispettivamente, ad una famiglia baronale e ad una comitale.

## Onorificenze

Il monogramma personale della contessa Stéphanie e del granduca ereditario Guglielmo di Lussemburgo